# ديسكفري مول
ديسكفري مول (بالإنجليزية: discovery mall)‏ هو مجمع ترفيهي وتعليمي وتجاري بنفس الوقت وهو موجه للاطفال والشباب ويوجد به نشاطات عدة مثل البولينج والبلياردو و الكثير من الألعاب المسلية، تم إغلاقه في عام 2021 نظرًا لأعمال بناء وتوسعة حديقة الشهيد.

## التوجه
مجمع ديسكفري موجه للكبار والصغار فيوجد محلات الملابس والعطور ويوجد ألعاب الصغار والملاهي ومن أشهر شركات اللعب في المجمع هي كوزمو و باريو و يوجد صالات البولينج و البلياردو و جميع العاب الشباب وساحة قولف.

## المطاعم
يوجد به الكثير من المطاعم منها ماكدونالدز و مطاعم الوجبات الخفيفه والحلويات.

## محلات الملابس
يوجد الكثير من المحلات التجارية منها محلات ملابس الأطفال و يوجد أيضاً محلات الرياضة و ملابس الكبار والعطور وغيرها.